# Hockey Club Ambrì-Piotta 2011-2012
Questa è la rosa della stagione 2011/2012 dell'Hockey Club Ambrì-Piotta.

## Roster
30  Thomas Bäumle
11  Marc Schulthess
14  Pascal Müller
16  Isacco Dotti
22  Reto Kobach
26  Maxim Noreau
28  Patrick Sidler
72  Uinter Guerra
80  Zdeněk Kutlák (A)
81  Julien Bonnet
7  Erik Westrum
10  Vitali Lakhmatov
12  Daniele Grassi
13  Raeto Raffainer
16  Michaël Loichat
17  Joël Perrault
18  Inti Pestoni
19  Éric Landry
20  Elias Bianchi
25  Trevor Meier
44  Roman Schlagenhauf
45  Mirko Murovic
46  Paolo Duca (C)
55  Alain Demuth
63  Mattia Bianchi
71  Ladislav Kohn
75  Martin Kariya
87  Marco Pedretti
88  Ivan Incir
89  Roman Botta
91  Julian Walker (A)
92  Gregory Hofmann

## Maglie
| Prima divisa | Seconda divisa |